# Harry Morgan (acteur)
Pour les articles homonymes, voir Harry Morgan et Morgan.
Harry Morgan (parfois crédité Henry Morgan) est un acteur et réalisateur américain, né le 10 avril 1915 à Détroit, dans le Michigan (États-Unis) et mort à Los Angeles, le 7 décembre 2011 d'une pneumonie.

## Filmographie

### Acteur

#### Cinéma
- 1942 : Les Rivages de Tripoli (To the Shores of Tripoli) de H. Bruce Humberstone : Mouthy
- 1942 : The Loves of Edgar Allan Poe de Harry Lachman : Ebenezer Burling
- 1942 : Ce que femme veut (Orchestra Wives) d'Archie Mayo : Cully Anderson
- 1942 : The Omaha Trail d'Edward Buzzell : Henchman Nat
- 1943 : Requins d'acier (Crash Dive) d'Archie Mayo : Brownie
- 1943 : L'Étrange Incident (The Ox-Bow Incident) de William A. Wellman : Art Croft
- 1943 : Happy Land d'Irving Pichel : Tony Cavrek
- 1944 : The Eve of St. Mark de John M. Stahl : Pvt. Shevlin
- 1944 : Roger Touhy, Gangster (en) : de Robert Florey : Thomas J. 'Smoke' Reardon
- 1944 : Le Porte-avions X (Wing and a Prayer) d'Henry Hathaway : enseigne Malcolm Brainard
- 1944 : Gentle Annie d'Andrew Marton : Cottonwood Goss
- 1945 : Une cloche pour Adano (A Bell for Adano) de Henry King : Capt. N. Purvis
- 1945 : La Foire aux illusions (State Fair) de Walter Lang : Barker
- 1946 : From This Day Forward John Berry : Hank Beesley
- 1946 : Johnny Comes Flying Home (en) de Benjamin Stoloff : Joe Patillo
- 1946 : Le Château du dragon (Dragonwyck) de Joseph L. Mankiewicz : Klaus Bleecker
- 1946 : Quelque part dans la nuit (Somewhere in the Night) de Joseph L. Mankiewicz : Bath attendant
- 1946 : It Shouldn't Happen to a Dog (en) d'Herbert I. Leeds : Gus Rivers
- 1946 : Crime Doctor's Man Hunt de William Castle : Jervis
- 1947 : Un gangster pas comme les autres (The Gangster) de Gordon Wiles : Shorty
- 1948 : Ils étaient tous mes fils (All my Sons) d'Irving Reis : Frank Lubey
- 1948 : La Grande Horloge (The Big Clock) de John Farrow : Bill Womack
- 1948 : Race Street (en) d'Edwin L. Marin : Hal Towers
- 1948 : The Saxon Charm de Claude Binyon : Hermy
- 1948 : Le Fils du pendu (Moonrise) de Frank Borzage : Billy Scripture
- 1948 : La Ville abandonnée (Yellow Sky) de William A. Wellman : Half Pint
- 1949 : Hello Out There de James Whale : le jeune Gambler
- 1949 : Les Marins de l'Orgueilleux (Down to the Sea in Ships) d'Henry Hathaway : Britton
- 1949 : Mam'zelle mitraillette (The Beautiful Blonde from Bashful Bend) de Preston Sturges : Hoodlum
- 1949 : Madame Bovary de Vincente Minnelli : Hyppolite
- 1949 : Strange Bargain de Will Price : Lt. Richard Webb
- 1949 : Feu rouge (Red Light) de Roy Del Ruth : Rocky
- 1949 : Mariage compliqué (Holiday Affair) de Don Hartman : lieutenant de Police
- 1950 : J'ai grandi en prison (Outside the Wall) de Crane Wilbur : Garth
- 1950 : The Showdown de Dorrell McGowan et Stuart E. McGowan : Rod Main
- 1950 : La Main qui venge (Dark City) de William Dieterle : Soldat
- 1951 : La Belle du Montana (Belle Le Grand) d'Allan Dwan : Abel Stone
- 1951 : When I Grow Up de Garson Kanin : Père Reed
- 1951 : Échec au hold-up (Appointment with Danger) de Lewis Allen : George Soderquist
- 1951 : Le Chevalier au masque de dentelle (The Highwayman) de Lesley Selander : Tim
- 1951 : Le Puits (The Well) de Leo C. Popkin et Russell Rouse : Claude Packard
- 1951 : La Femme au voile bleu (The Blue Veil) de Curtis Bernhardt : Charles Hall
- 1952 : Vocation secrète (Boots Malone) de William Dieterle : Quarter Horse Henry
- 1952 : L'Inexorable enquête (Scandal Sheet) de Phil Karlson : Biddle
- 1952 : Les Affameurs (Bend of the River) d'Anthony Mann : Shorty
- 1952 : My Six Convicts d'Hugo Fregonese : Dawson
- 1952 : Le train sifflera trois fois (High Noon) de Fred Zinnemann : Sam Fuller
- 1952 : What Price Glory de John Ford : Sgt. Moran
- 1952 : Big Jim McLain d'Edward Ludwig : Narrateur
- 1952 : Apache War Smoke d'Harold F. Kress : Ed Cotten
- 1952 : Le Shérif de Tombstone (Toughest Man in Arizona) de R. G. Springsteen : Verne Kimber
- 1952 : Le Bal des mauvais garçons (Stop, You're Killing Me) de Roy Del Ruth
- 1953 : Le Port des passions (Thunder Bay) de Anthony Mann : Rawlings
- 1953 : Arena de Richard Fleischer : Lew Hutchins
- 1953 : Champ for a Day de William A. Seiter : Al Muntz
- 1953 : La Madone gitane (Torch Song) de Charles Walters : Joe Dennar
- 1953 : Romance inachevée (The Glenn Miller Story) d'Anthony Mann : Chummy MacGregor
- 1954 : Prisonnier de guerre (en) (Prisoner of War)' d'Andrew Marton : Maj. O.D. Hale
- 1954 : The Forty-Niners de Thomas Carr : Alfred 'Alf' Billings
- 1954 : Romance sans lendemain (About Mrs. Leslie) de Daniel Mann : Fred Blue
- 1954 : Je suis un aventurier (The Far Country) d'Anthony Mann : Ketchum
- 1955 : Strategic Air Command, d'Anthony Mann : Sgt. Bible
- 1955 : Pour que vivent les hommes (Not as a Stranger) de Stanley Kramer : Oley
- 1955 : Le Fond de la bouteille (The bottom of the bottle) de Henry Hathaway
- 1955 : Le Gang du blues (Pete Kelly's Blues) de Jack Webb
- 1956 : Coup de fouet en retour (Backlash) de John Sturges : Tony Welker
- 1956 : La corde est prête (Star in the Dust) de Charles F. Haas : Lew Hogan
- 1956 : La Petite Maison de thé (The Teahouse of the August Moon) de Daniel Mann : Sgt. Gregovich
- 1956 : Unidentified Flying Objects: The true story of flying saucers de Winston Jones : Voix
- 1957 : Under Fire de James B. Clark : Sgt. Joseph C. Dusak
- 1959 : Tout commença par un baiser (It Started with a Kiss) de George Marshall : Charles Meriden
- 1960 : Procès de singe (Inherit the Wind) de Stanley Kramer : Judge Mel
- 1960 : Commando de destruction (The Mountain Road) de Daniel Mann : Sgt. Michaelson
- 1960 : La Ruée vers l'Ouest (Cimarron) d'Anthony Mann : Jessie Rickey
- 1962 : La Conquête de l'Ouest (How the West Was Won), épisode "The civil war" de John Ford : Gen. Ulysses S. Grant
- 1965 : L'Encombrant Monsieur John (John Goldfarb, Please Come Homeà de Jack Lee Thompson : Secretaire de l'état Deems Sarajevo
- 1966 : Frankie and Johnny de Frederick De Cordova : Cully
- 1966 : Qu'as-tu fait à la guerre, papa ? (What Did You Do in the War, Daddy?) de Blake Edwards : Maj. Pott
- 1967 : Une sacrée fripouille (The Flim-Flam Man) d'Irvin Kershner: Shérif Slade
- 1967 : Star spangled salesman documentaire de Norman Maurer : lui-même
- 1969 : Ne tirez pas sur le shérif (Support Your Local Sheriff!) de Burt Kennedy : Mayor Olly Perkins
- 1969 : Viva Max! de Jerry Paris : Chef de Police Sylvester
- 1970 : Patton de Franklin J. Schaffner : sénateur
- 1971 : Un singulier directeur (The Barefoot Executive) de Robert Butler : E.J. Crampton
- 1971 : Tueur malgré lui (Support Your Local Gunfighter) de Burt Kennedy : Taylor Barton
- 1971 : Le Don Quichotte de l'Ouest (Scandalous John) de Robert Butler : le shérif Pippin
- 1972 : 3 Étoiles, 36 Chandelles (Snowball Express) de Norman Tokar : Jesse McCord
- 1973 : Charley et l'Ange (Charley and the Angel) de Vincent McEveety : L'angel
- 1975 : Le Gang des chaussons aux pommes (The Apple Dumpling Gang) de Norman Tokar : le shérif Homer McCoy
- 1976 : Le Dernier des géants (The Shootist) de Don Siegel : Carson City Marshal Walter Thibido
- 1978 : Le Chat qui vient de l'espace (The Cat from Outer Space) de Norman Tokar : Gen. Stilton
- 1979 : Le Retour du gang des chaussons aux pommes (The Apple Dumpling Gang Rides Again) de Vincent McEveety : le major Gaskill
- 1982 : Le Vol du dragon (The Flight of Dragons) de Jules Bass, Arthur Rankin Jr., Fumihiko Takayama et Katsuhisa Yamada : Carolinus (voix)
- 1987 : Dragnet de Tom Mankiewicz : Capt. Bill Gannon
- 1995 : Wild Bill : Hollywood maverick documentaire de Todd Robinson : lui-même
- 1998 : Une famille à l'essai (Family Plan) de Fred Gerber : Saul Rubins
- 1999 : Crosswalk de Lance Larson: Dr. Chandler

#### Télévision
- 1951 : Badge 714 (Dragnet) (série télévisée) : Officier Bill Gannon
- 1954 : December Bride (série télévisée) : Pete Porter
- 1960 : Pete and Gladys (série télévisée) : Pete Porter
- 1963 : The Wall to Wall War (TV)
- 1964 : Kentucky Jones (série télévisée) : Seldom Jackson
- 1969 : Dragnet 1966 (TV) : Officier Bill Gannon
- 1970 : But I Don't Want to Get Married! (TV) : Mr. Good
- 1971 : The Feminist and the Fuzz (TV) : Dr. Horace Bowers
- 1971 : Cat Ballou (TV) : l'employé de Ranch
- 1971 : The D.A. (série télévisée) : H.M. 'Staff' Stafford
- 1971 : Ellery Queen: Don't Look Behind You (TV) : Inspecteur Richard Queen
- 1972 : Hec Ramsey (TV) : Doc Amos C. Coogan
- 1974 : Sidekicks (en) (TV) : Shérif Jenkins
- 1975 : The Last Day (TV) : Narrateur
- 1975 - 1983 : M*A*S*H (TV) : Col. Sherman T. Potter
- 1977 : Exo-Man (TV) : Travis
- 1977 : The Magnificent Magical Magnet of Santa Mesa (TV) : J.J. Strange
- 1978 : Maneaters Are Loose! (TV) : Toby Waites
- 1978 : Murder at the Mardi Gras (TV) : Jim Bob Jackson
- 1978 : The Bastard (TV) : Capt. Caleb
- 1978 : Kate Bliss and the Ticker Tape Kid (en) (TV) : Hugo Peavey
- 1979 : Backstairs at the White House (feuilleton TV) : President Harry S. Truman
- 1979 : Racines 2 (Roots: The Next Generations) (feuilleton TV) : Bob Campbell
- 1979 : Le Retour des Mystères de l'Ouest (TV) : Robert T. Malone
- 1979 : You Can't Take It with You (TV) : Mr. DePinna
- 1979 : Better Late Than Never (TV) : Mr. Scott
- 1980 : Roughnecks (TV) : Plug
- 1980 : Scout's Honor (TV) : Mr. Briggs
- 1980 : Encore plus de Mystères de l'Ouest (TV) : Robert T. 'Skinny' Malone
- 1981 : Rivkin: Bounty Hunter (TV) : Père Kolodny
- 1983 : AfterMASH (série télévisée) : Dr. Sherman T. Potter
- 1983 : Meurtre au champagne (Sparkling Cyanide) (TV) : Capitaine Kemp
- 1986 : Blacke's Magic (en) (TV) : Leonard Blacke
- 1986 : Blacke's Magic (en) (série télévisée) : Leonard Blacke
- 1987 : You Can't Take It with You (série télévisée) : Martin Vanderhof
- 1988 : 14 Going on 30 (TV)
- 1990 : The Incident (TV) : Judge Bell
- 1992 : Against Her Will: An Incident in Baltimore (TV) : Juge Stoddard Bell
- 1994 : Incident in a Small Town (TV) : Juge Bell

### comme réalisateur
- 1968 : Auto-patrouille (Adam-12) (série télévisée)
- 1971 : The D.A. (série télévisée)
- 1972 : Hec Ramsey (série télévisée)